# Os Anjos do Sexo
Os Anjos do Sexo é uma sitcom brasileira que foi produzida e exibida pela Rede Bandeirantes de 19 de julho de 2011 a 13 de setembro de 2011. A série foi escrita e dirigida por Domingos Oliveira baseada na peça teatral Todo Mundo Tem Problemas Sexuais.
Foram gravados 26 episódios mas apenas 8 foram exibidas pela emissora, para dar espaço ao programa Agora é Tarde. Ela foi gravada em 2010 e em alta definição.
Também já foi exibido em alta definição pelo extinto canal TBS Brasil.

## Sinopse
Os anjos Valentina e Santoro são enviados à Terra para ajudar casais com problemas sexuais. Na Terra, criam o escritório Doutores do Amor onde recebem os casais e procuram soluções para seus problemas. No primeiro episódio eles precisam ajudar Vitória a resolver o problema de impotência do namorado Alberto.

## Elenco
| Ator            | Personagem        |
| --------------- | ----------------- |
| Orã Figueiredo  | Arcanjo Santoro   |
| Carolyna Aguiar | Arcanjo Valentina |
| Thogun Teixeira | Deus              |

Participações especiais

## Produção
As gravações da sitcom começaram em 25 de março de 2010 nos estúdios da Pólo Cinevídeo na Barra da Tijuca no Rio de Janeiro e é a primeira produção da Band Rio, e a estreia era inicialmente prevista para Agosto de 2010, sendo adiada para o final do mesmo ano, a Rede Bandeirantes voltou a adiar a estreia para uma data não decidida. Mas em Julho de 2011 a emissora anunciou a estreia da série para o dia 19 de julho.